# 2004年アテネオリンピックのイラン選手団
2004年アテネオリンピックのイラン選手団（2004ねんアテネオリンピックのイランせんしゅだん）は、2004年8月13日から8月29日にかけてギリシャの首都アテネで開催された2004年アテネオリンピックのイラン選手団、およびその競技結果。

## 概要
今大会は金メダル2個、銀メダル2個、銅メダル2個の合計6個のメダルを獲得した。

## メダル
| メダル | 選手名                   | 競技                 | 種目                      |
| ------ | ------------------------ | -------------------- | ------------------------- |
| 金     | ホセイン・レザザデ       | ウエイトリフティング | 男子105kg超級             |
| 金     | ハディ・サエイボネコハル | テコンドー           | 男子68kg級                |
| 銀     | マスード・ジョカー       | レスリング           | 男子フリースタイル60kg級  |
| 銀     | アリレザ・レザエイ       | レスリング           | 男子フリースタイル120kg級 |
| 銅     | ヨセフ・カラミ           | テコンドー           | 男子80kg級                |
| 銅     | アリレザ・ヘイダリ       | レスリング           | 男子フリースタイル96kg級  |